# Atlas Donckera

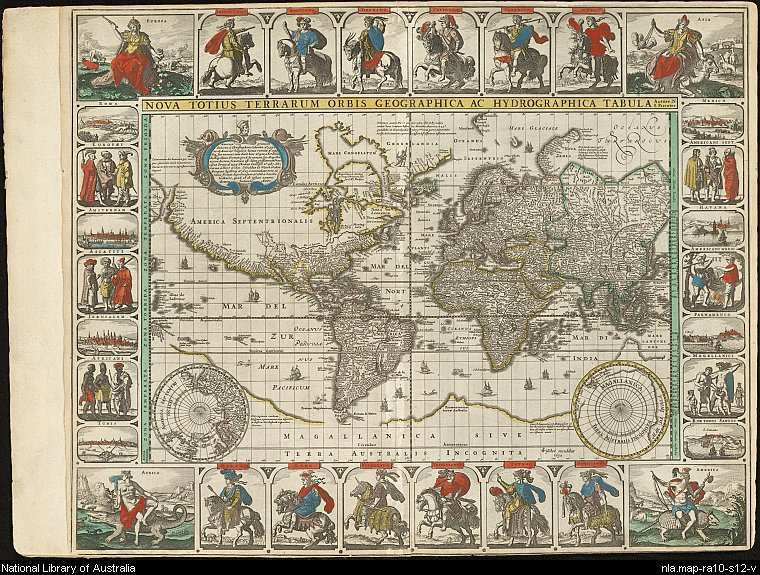
Mapa świata z atlasu Donckera

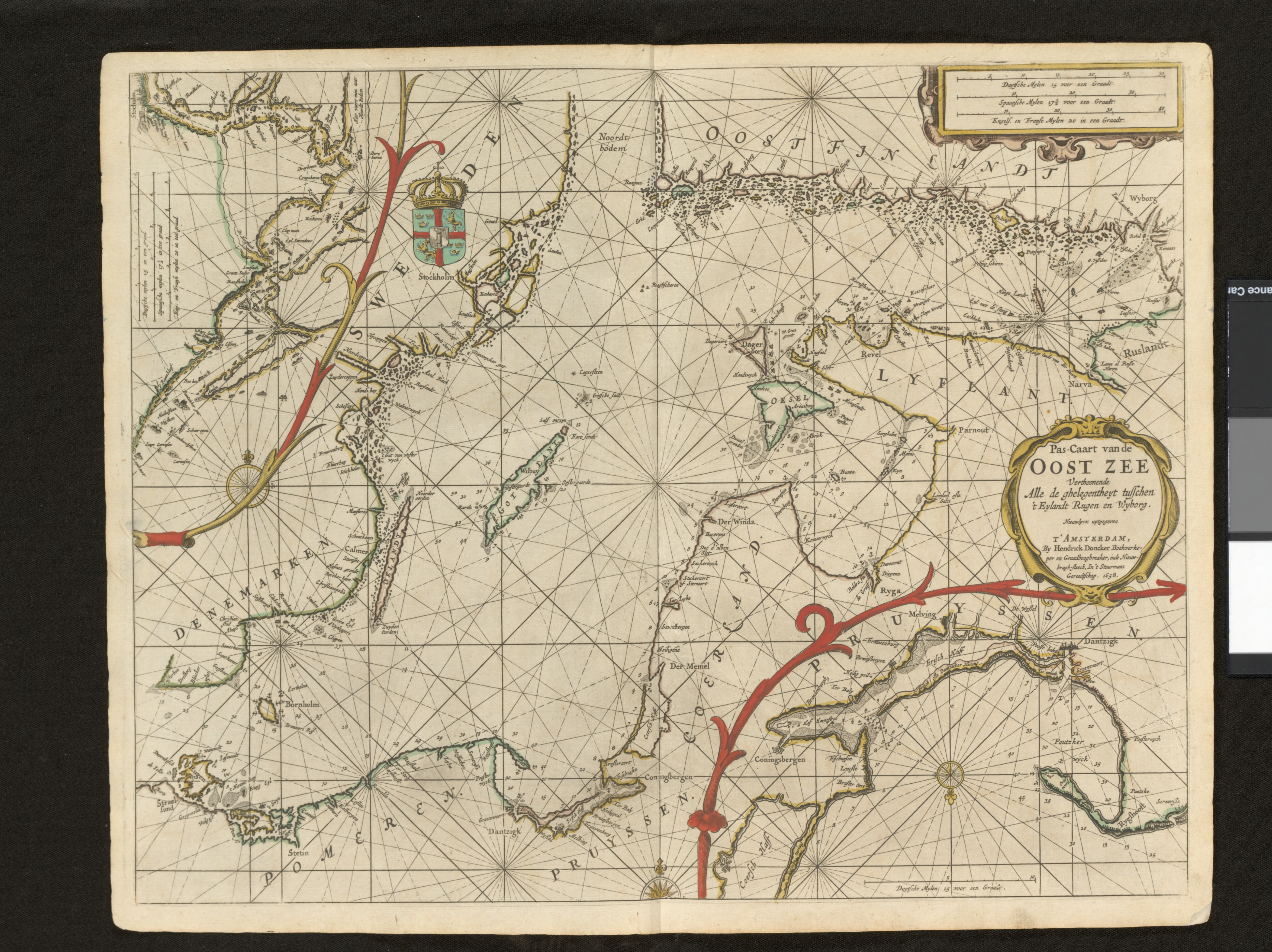
Mapa Bałtyku z “Atlasu Donckera” (1658)

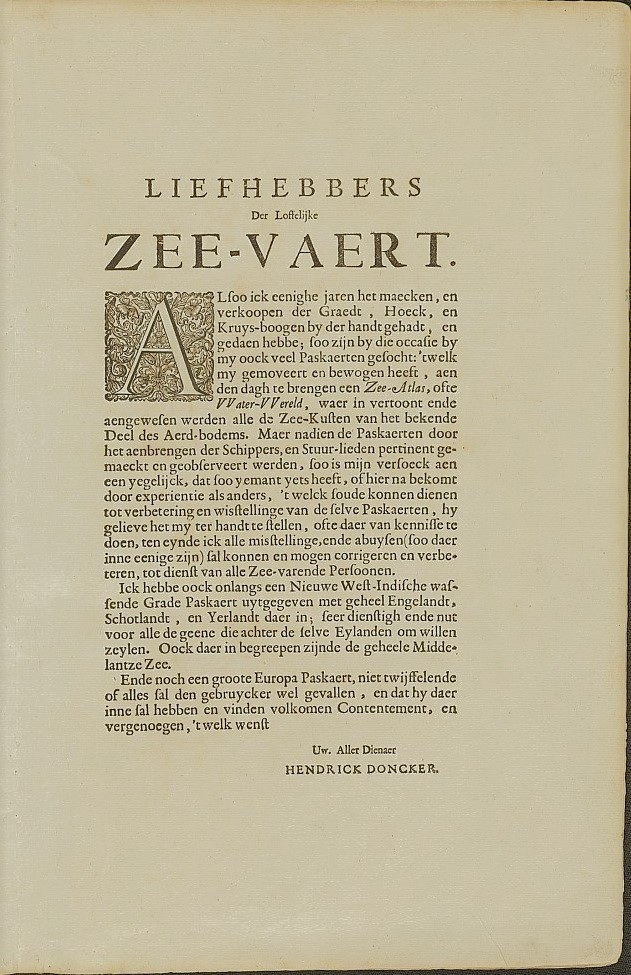
Strona tytułowa atlasu

Atlas Donckera (ang. Doncker-Atlas) – XVII-wieczny atlas morskich map żeglarskich autorstwa Hendricka Donckera (1626-1699). Jedyny znany egzemplarz pierwszego wydania (z 1659 r.) tego atlasu został odnaleziony w 1979 r. w magazynach australijskiej Biblioteki Narodowej Australii w Canberze.
Oryginalny tytuł (nid.): De zee-atlas ofte water-waereld : vertoonende alle de zee-kusten van het bekende deel des aerd-bodems seer dienstigh voor alle schippers en stuurlieden, mitsgaders koop-lieden om op 't kantoor gebruyckt te werden. Nieuwelijcks aldus uytgegeven ("Atlas morski lub wodny świat: pokazanie wszystkich wybrzeży znanej części dna morskiego bardzo przydatne dla wszystkich kapitanów...").
W pierwszej połowie XVII w. wśród kapitanów żeglugi funkcjonowały tzw. książki pilotażowe. Zawierały one zestawy map i przydatnych informacji nawigacyjnych właściwych dla danego regionu. Ich autorami byli głównie kartografowie holenderscy, dlatego były one też zwane „holenderskimi książkami pilotażowymi” i były powszechnie używane do ok. 1680 roku. Kolejnym krokiem w rozwoju holenderskiej kartografii stała się publikacja atlasów morskich, obejmujących wszystkie morza znanego wówczas świata. Pierwszy taki atlas zestawił i opublikował w 1659 r. w Amsterdamie holenderski kartograf i wydawca map morskich Hendrick Doncker (1626-1699.
Atlas zawiera 19 ręcznie kolorowanych map na 38 stronach wysokości ok. 46 cm, z czego 18 morskich map nawigacyjnych (nid. Paskaarten). Dziewiętnastą mapą (w atlasie pierwszą) jest bogato zdobiona mapa całego znanego wówczas świata (ale bez zaznaczonego jeszcze całego kontynentu australijskiego) pt. „Nova totius terrarum orbis geographica ac hydrographica tabula” z 1652 r. Jej autorem jest holenderski kartograf i rytownik Claes Jansz. Visscher (ok. 1587-1652). Spośród 18 map nawigacyjnych 17 wyszło w 1658 r. spod ręki samego Donckera. Osiemnasta mapa, przedstawiająca Ocean Indyjski, nosi tytuł „Mar di India”. Nie ma na niej nazwiska twórcy, ale jej autorstwo przypisywane jest innemu amsterdamskiemu kartografowi, Janowi Janssonowi (1588-1664).
W następnych latach Doncker opublikował kolejne wydania swego dzieła (m.in. 1661 – edycja holenderska, 1665 – edycja hiszpańska, 1666 – edycja holenderska), zwiększając liczbę map z 19 do 30, a w 1669 r. do 50. Egzemplarze z późniejszych wydań osiągają obecnie na aukcjach dzieł sztuki ceny wywoławcze na poziomie 50 tys. funtów.
O atlasie wiadomo, że jest on obecnie jedynym znanym egzemplarzem tego wydania. Wiadomo, że w 1875 r. trafił on w ręce bibliografa i kolekcjonera Edwarda Pethericka (1847–1917). W 1909 roku atlas wszedł w skład wielkiej kolekcji bibliotecznych „Australianów”, jaką Petherick ofiarował rządowi niedawno powstałej Federacji Australijskiej. Zbiór ten znajduje się obecnie w Bibliotece Narodowej Australii w Canberze. Atlas został odkryty w 1979 r. podczas przeglądu archiwów biblioteki.